# Rejon janowski (Litwa)
Rejon janowski (lit. Jonavos rajono savivaldybė) – rejon w centralnej Litwie.
Polacy stanowią 1,7% populacji (714 osób) (spis powszechny 2002).